# Euxoa obeliscoides
Euxoa obeliscoides là một loài bướm đêm trong họ Noctuidae.